# Палац Монтаза
Палац Монтаза (араб. قصر المنتزة) — палац, музей та великі сади в районі Монтаза, Александрія, Єгипет. Він був побудований в низині на сході від центральної Александрії з видом на пляж Середземного моря.

## Історія
Обширною територією палацу Монтаза спочатку був Палац Саламлек, побудований у 1892 році Хедіве Аббасом II, останнім правителем династії Мухаммеда Алі, який володів титулом Хедіва над Хедіватами Єгипту та Судану. Він використовувався як мисливський будинок і резиденція для нього та його супутників. Більш великий палац Аль-Харамлік та королівські сади були додані до території палацу Монтаза, який був побудований королем Фуадом I у 1932 році як літній палац. Він є сумішшю османського та флорентійського стилів, з двома вежами. Одна з цих веж помітно піднімається вище з детально розробленими італійськими ренесансними деталями дизайну. У палаці довгі відкриті аркади, що виходять на море уздовж кожного поверху. Президент Анвар Ель-Садат відремонтував оригінальний Палац Саламек як офіційну резиденцію президента. Останнім часом використовував колишній президент Хосні Мубарак.

## Доступ до палацу

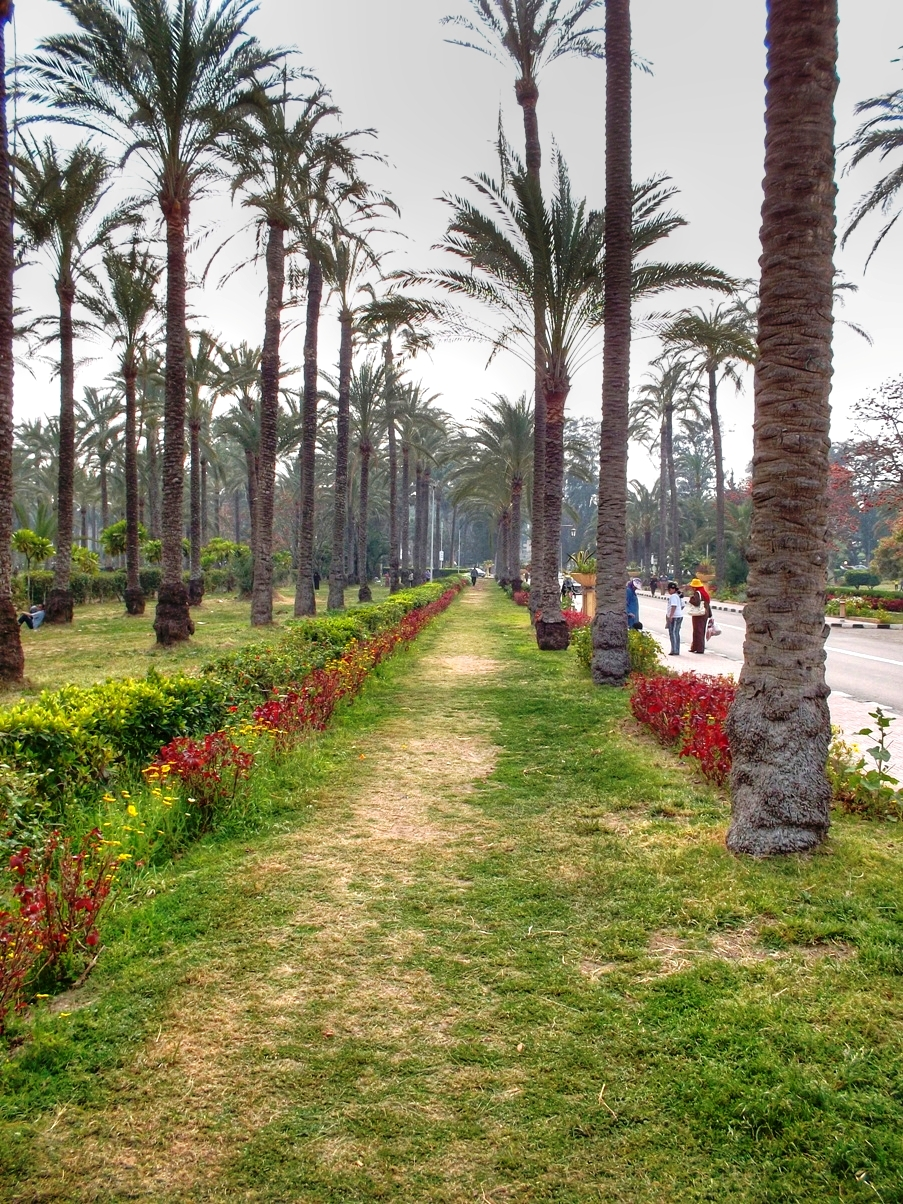
Сад Палацу Монтаза

Парк Аль-Монтаза, колишній королівський сад площею 61 га, відкритий як громадський ландшафтний парк та лісовий заповідник.
Палац Аль-Харамлік — Монтаза — це громадський музей історії сімейства династії Мухаммеда Алі та об'єктів мистецтва.
Наразі Палац Саламлек — сусідній готель.

## Сад Палацу Монтаза
Сад Аль-Монтаза шириною 3000 метрів містить величезний вибір дерев і рослин, а деякі з них досить рідкісні. Деякі з тропічних рослин досі досить гарно збереглись, хоча їх посадили більше 75 років тому. Колекція рослин у Монтазі включає: Катанію, Замію, Карлоту та інші унікальні види пальм. Ще в саду представлені рослини малих розмірів, таких як Антуріум, Хокірій, Араліяцея, Вікторія та Ропілія.